# Aspidoras brunneus
Aspidoras brunneus är en fiskart som beskrevs av Han Nijssen och Isbrücker, 1976. Aspidoras brunneus ingår i släktet Aspidoras och familjen Callichthyidae. Inga underarter finns listade.